# Finska mästerskapet i bandy 1950
Finska mästerskapet i bandy 1950 spelades av 16 lag, indelade i två grupper. Dessutom spelades en match mellan segrarna i de tävlingar som Finlands Bollförbund och Arbetarnas Idrottsförbund i Finland anordnat.
I öst vann Warkauden Pallo -35 efter en enda poängförlust, oavgjort mot Akilles. OPS vann i väst.

## Finlands Bollförbund, Mästerskapsserien

### Väst
| Lag                    | Spelade | Vinster | Oavgjorda | Förluster | Målskillnad | Poäng | OPS | VIFK | OLS | I-Kiss | SePS | HIFK | HPS | PIF  |
| ---------------------- | ------- | ------- | --------- | --------- | ----------- | ----- | --- | ---- | --- | ------ | ---- | ---- | --- | ---- |
| OPS                    | 7       | 6       | 0         | 1         | 28-13       | 12    |     | 2-5  | 2-1 | 4-1    | 6-2  | 3-2  | 5-1 | 6-1  |
| IFK Vasa               | 7       | 5       | 1         | 1         | 35-12       | 11    |     |      | 1-4 | 4-4    | 3-0  | 5-1  | 6-1 | 11-0 |
| OLS                    | 7       | 4       | 1         | 2         | 21-11       | 9     |     |      |     | 3-2    | 2-3  | 5-1  | 5-1 | 1-1  |
| Tampereen Ilves-Kissat | 7       | 2       | 3         | 2         | 23-14       | 7     |     |      |     |        | 1-1  | 4-0  | 2-2 | 9-0  |
| Seinäjoen Palloseura   | 7       | 3       | 1         | 3         | 14-25       | 7     |     |      |     |        |      | 0-10 | 3-2 | 5-1  |
| IFK Helsingfors        | 7       | 2       | 1         | 4         | 23-22       | 5     |     |      |     |        |      |      | 7-3 | 2-2  |
| Helsingin Palloseura   | 7       | 1       | 1         | 5         | 20-29       | 3     |     |      |     |        |      |      |     | 10-1 |
| Pargas IF              | 7       | 0       | 2         | 5         | 6-44        | 2     |     |      |     |        |      |      |     |      |

### Öst
| Lag                          | Spelade | Vinster | Oavgjorda | Förluster | Målskillnad | Poäng | WP35 | LUM | BA  | Reipas | YVPS | Hukat | HJK  | VPP |
| ---------------------------- | ------- | ------- | --------- | --------- | ----------- | ----- | ---- | --- | --- | ------ | ---- | ----- | ---- | --- |
| Warkauden Pallo -35          | 7       | 6       | 1         | 0         | 29-2        | 13    |      | 3-0 | 2-2 | 3-0    | 2-0  | 4-0   | 6-0  | 9-0 |
| Lappeenrannan Urheilu-Miehet | 7       | 5       | 1         | 1         | 25-10       | 11    |      |     | 3-2 | 5-1    | 3-2  | 0-0   | 10-2 | 4-0 |
| Borgå Akilles                | 7       | 3       | 2         | 2         | 23-18       | 8     |      |     |     | 2-1    | 2-2  | 3-2   | 4-5  | 8-3 |
| Viipurin Reipas              | 7       | 3       | 1         | 3         | 16-16       | 7     |      |     |     |        | 1-1  | 3-1   | 3-1  | 7-3 |
| Ylä-Vuoksen Palloseura       | 7       | 2       | 2         | 3         | 11-13       | 6     |      |     |     |        |      | 1-4   | 3-0  | 2-1 |
| Hukat                        | 7       | 2       | 1         | 4         | 12-16       | 5     |      |     |     |        |      |       | 3-2  | 2-3 |
| HJK                          | 7       | 1       | 1         | 5         | 13-32       | 3     |      |     |     |        |      |       |      | 3-3 |
| Varkauden Pallo-Pojat        | 7       | 1       | 1         | 5         | 13-35       | 3     |      |     |     |        |      |       |      |     |

### Match om tredje pris
| Lag 1    | Resultat | Lag 2                        |
| -------- | -------- | ---------------------------- |
| IFK Vasa | 4–2      | Lappeenrannan Urheilu-Miehet |

### Final
| Lag 1               | Resultat | Lag 2 |
| ------------------- | -------- | ----- |
| Warkauden Pallo -35 | 6–3      | OPS   |

### Slutställning
| Placering | Lag                          |
| --------- | ---------------------------- |
| 1.        | Warkauden Pallo -35          |
| 2.        | OPS                          |
| 3.        | IFK Vasa                     |
| 4.        | Lappeenrannan Urheilu-Miehet |
| 5.        | OLS                          |
| 6.        | Borgå Akilles                |
| 7.        | Tampereen Ilves-Kissat       |
| 8.        | Viipurin Reipas              |
| 9.        | Seinäjoen Palloseura         |
| 10.       | Ylä-Vuoksen Palloseura       |
| 11.       | IFK Helsingfors              |
| 12.       | Hukat, Helsinki              |
| 13.       | Helsingin Palloseura         |
| 14.       | HJK                          |
| 15.       | Varkauden Pallo-Pojat        |
| 16.       | Pargas IF                    |

Nykomlingar blev Käpylän Urheilu-Veikot, Mikkelin Palloilijat, Oulun Pallo-Pojat, Rosenlewin Urheilijat -38 och Sudet, Helsingfors, som vann kvalet mot Hukkien. Lappeenrannan Urheilu-Miehesten lade ner sin bandy, vilken i stället uppgick i Veiterä.

## AIF-final
| Lag 1         | Resultat | Lag 2          |
| ------------- | -------- | -------------- |
| Turun Pyrkivä | 5–1      | Helsingin Jyry |

## Match mellan förbundsmästarna (FBF-AIF)
| Lag 1               | Resultat | Lag 2         |
| ------------------- | -------- | ------------- |
| Warkauden Pallo -35 | 8–1      | Turun Pyrkivä |